# 劉琰
劉 琰（りゅう えん）は、中国後漢末期から三国時代の人物。字は威碩。豫州魯国の出身。蜀漢に仕えた。

## 生涯
劉備が豫州刺史だった時に仕官し従事となった。劉備は彼が風流で言論に巧みであり、同じ劉姓ということもあって賓客として遇した。劉備の入蜀後は固陵太守に任命された。
劉禅の代になると都郷侯に封じられた。やがて、衛尉・中軍師・後将軍に昇進し、後には車騎将軍と昇進を重ねた。建興9年（231年）の祁山の戦いにおいて発生した李厳の職務怠慢と隠蔽行為に対する諸葛亮の弾劾状には「中軍師・車騎将軍・都郷侯」として群臣の筆頭に名がある。『蜀志』劉琰伝によれば、班位（朝廷における席次）は常に李厳に次ぐものであった。
しかし国政には参与せず、常に兵千人を領有するのみで、諸葛亮の側で批評や建議などを行っていた。中軍師の地位を与えられたのは、こういった諸葛亮の側近・相談役としての立場によるものと思われる。また、贅沢な生活を送っていたという。
建興10年（232年）、漢中で魏延と仲違いをしたため諸葛亮によって更迭され、官位はそのままで成都へ戻された。その結果、劉琰は生きる希望を失い恍惚となった。
建興12年（234年）、妻の胡氏が皇太后呉氏のところへ正月の挨拶に行った際、皇太后は胡氏に命じて1ヶ月間宮中に留まらせた。劉琰は胡氏と劉禅の姦通を疑い、胡氏を鞭打たせ靴で顔面を叩き離縁した。このため、胡氏は夫から受けた仕打ちを告訴したので、勅命で劉琰は逮捕され棄市（大衆の前で斬首にして遺体を市中に晒す刑罰）となった。
これ以降、蜀では重臣の妻や母による正月の挨拶は行われなくなった。
小説『三国志演義』では、この事件は第115回、蜀滅亡直前の話になっており、劉禅の昏君ぶりを強調して、亡国を暗示するエピソードとして扱われている。

## 参考書籍
- 「正史 三国志 5 蜀書」 （陳寿 著、裴松之 注、井波律子 訳） ちくま学芸文庫 ISBN 4-480-08045-7